# طیغون‌خانم
طیغون‌خانم ( همچنین طیقون خانم) دختر فتحعلی‌شاه قاجار از همسرش ننه خانم استاد بود.
طیغون‌خانم به عقد موسی خان قاجار قوانلو در آمد و از این ازدواج نه فرزند داشت، از جمله: جعفر قلی خان، مهدیقلی خان، محمد قلی خان، سلطانقلی خان، موسی خان و گوهر قاجار مشهور به حاجیه گوهر.